# Мірошниченко Костянтин Кирилович
Костянти́н Кири́лович Мірошниче́нко (1911 , Рубіжне, Старобільський повіт, Харківська губернія, Російська імперія  — 2000 ) — заслужений будівельник УРСР, лауреат Ленінської премії.

## Біографія
Народився 1911 року в селі Рубіжне, нині Луганська область, Україна.
Трудовий шлях розпочав як робітник заводу «Червоний українець» у місті Пролетарськ (нині Луганської області). Закінчив силікатний інститут у Кам'янці-Подільському.
1935 року Мірошниченка, який відбув службу в армії, призначили начальником бетонного заводу тресту «Південжитлобуд» у Маріуполі (Донецька область).
У 1937—1941 роках був майстром, головним інженером заводу з виготовлення силікатної цегли в Лисичанську.
Під час Німецько-радянської війни Мірошниченка направлили на завод силікатної цегли і високоміцного гіпсу в місті Стерлітамак Башкирської АРСР (Російська Федерація), згодом працював начальником КПП тресту № 50 (Стерлітамак).
Повернувшись 1948 року в Україну, до кінця життя працював у місті Сіверськодонецьк Луганської області. Близько десяти років очолював колектив заводу з виготовлення силікатної цегли, що входив до системи тресту «Лисхімпромбуд». Без відриву від виробництва закінчив Краматорський машинобудівний технікум. Невдовзі після цього Мірошниченка призначили заступником керівника тресту, а згодом керівником тресту «Лисхімбудматеріали».
Від 1961 року Мірошниченко — начальник Сіверськодонецького домобудівного комбінату. Під його керівництвом підприємство збудувало близько двох мільйонів квадратних метрів житла.
Мірошниченко був одним із розробників прогресивного будівельного матеріалу — силікабетону. За розроблення і впровадження цього матеріалу Костянтина Кириловича відзначили Ленінською премією.

## Нагороди
- орден Леніна,
- орден Трудового Червоного Прапора,
- орден Червоної Зірки,
- орден «Знак Пошани»,
- медалі,
- Ленінська премія.